# Melomys rufescens
Melomys rufescens  (Alston, 1877) è un roditore della famiglia dei Muridi endemico della Nuova Guinea e di alcune isole vicine.

## Descrizione

### Dimensioni
Roditore di piccole dimensioni, con la lunghezza della testa e del corpo tra 124 e 146 mm, la lunghezza della coda tra 145 e 175 mm, la lunghezza del piede tra 25,5 e 29 mm, la lunghezza delle orecchie tra 15,4 e 17 mm e un peso fino a 102 g.

### Aspetto
La pelliccia è corta soffice e lanosa. Le parti superiori sono bruno-rossicce brillanti, mentre le parti ventrali sono bianche. Le zampe sono bianco-giallastre. Le orecchie sono corte. Le vibrisse sono lunghe 50 mm. I piedi sono larghi e muniti di artigli robusti. La coda è più lunga della testa e del corpo, è prensile, uniformemente bruno-nerastra, leggermente più chiara sotto ed è ricoperta da 15-19 anelli di scaglie per centimetro, corredata ciascuna da un singolo pelo.

## Biologia

### Comportamento
È una specie arboricola.

### Riproduzione
Le femmine danno alla luce 1-4 piccoli alla volta.

## Distribuzione e habitat
Questa specie è diffusa su gran parte della Nuova Guinea, sull'isola di Salawati, Yapen, Waigeo e in alcune isole dell'Arcipelago di Bismarck.
Vive in foreste secondarie e degradate, canneti, campi agricoli e villaggi, dove si può trovare spesso all'interno delle case, fino a 2.400 metri di altitudine. Più raramente è presente nelle foreste primarie.

## Tassonomia
Sono state riconosciute 7 sottospecie:
- M.r.rufescens: Arcipelago di Bismarck: Nuova Britannia, Nuova Irlanda, Mioko, Lamassa, Karkar, Blup-Blup;
- M.r.calidior (Thomas, 1911): Nuova Guinea occidentale; Yapen, Waigeo, Salawati;;
- M.r.hageni (Troughton, 1937): Altopiani della Nuova Guinea;
- M.r.niviventer (Tate, 1951): Nuova Guinea meridionale;
- M.r.sexplicatus (Jentink, 1907): Nuova Guinea settentrionale;
- M.r.stalkeri (Thomas, 1904): Nuova Guinea orientale; isola di Sideia;
- M.r.wisselensis (Menzies, 1996): Zona dei laghi Paniai, Nuova Guinea centro-occidentale.

## Conservazione
La IUCN Red List, considerato il vasto areale, la popolazione numerosa, la tolleranza alla presenza umana e la mancanza di reali minacce, classifica M.rufescens come specie a rischio minimo (Least Concern).